# Conservatoire des ocres et pigments appliqués

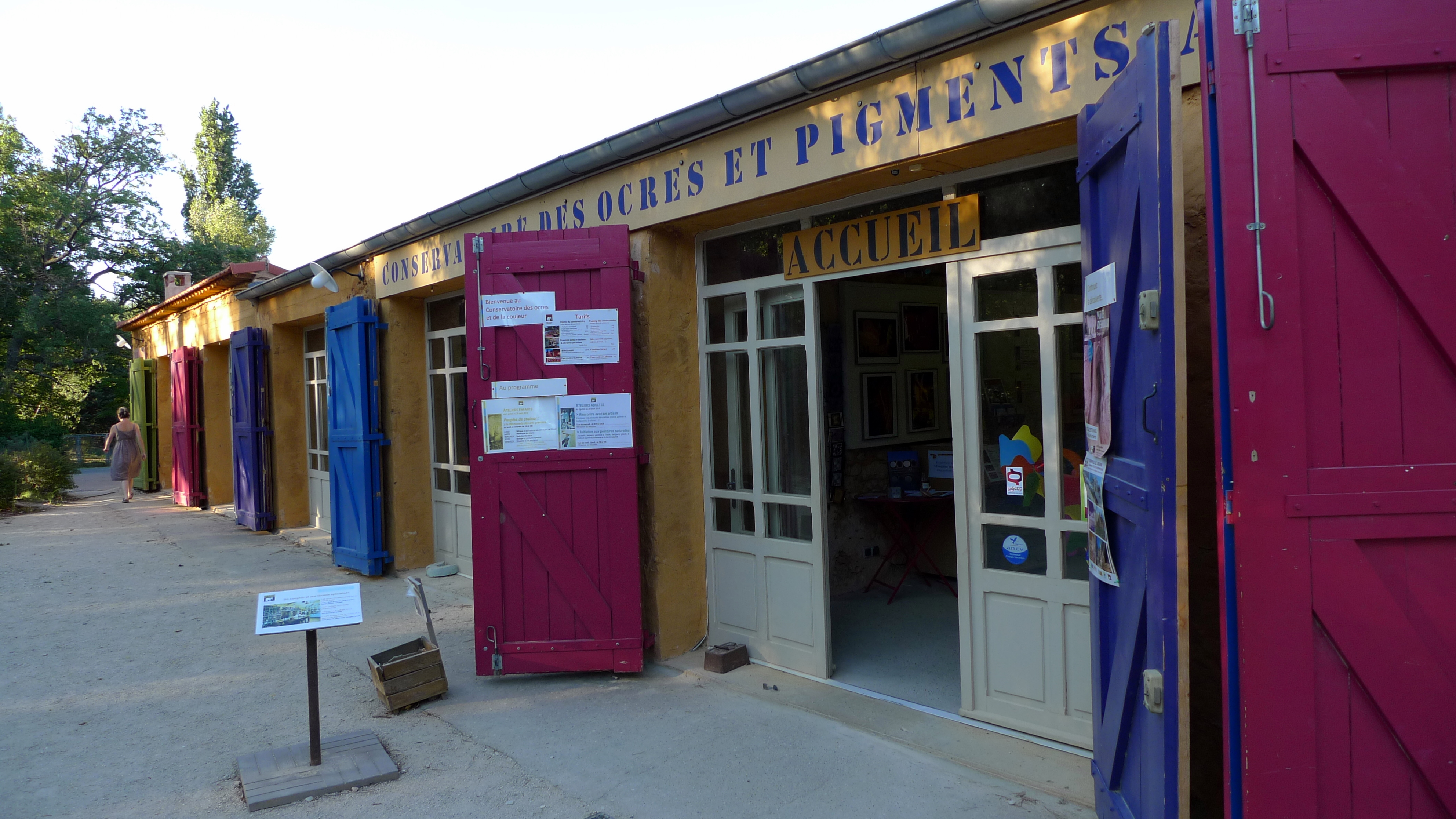
Entrée du Conservatoire des ocres et pigments appliqués

L'écomusée de l'ocre (précédemment conservatoire des ocres et de la couleur de 2008 à 2019 et conservatoire des ocres et pigments appliqués de 1994 à 2007) est situé à Roussillon, au pied des Monts de Vaucluse, dans l'aire du Parc naturel régional du Luberon.

## Objectif

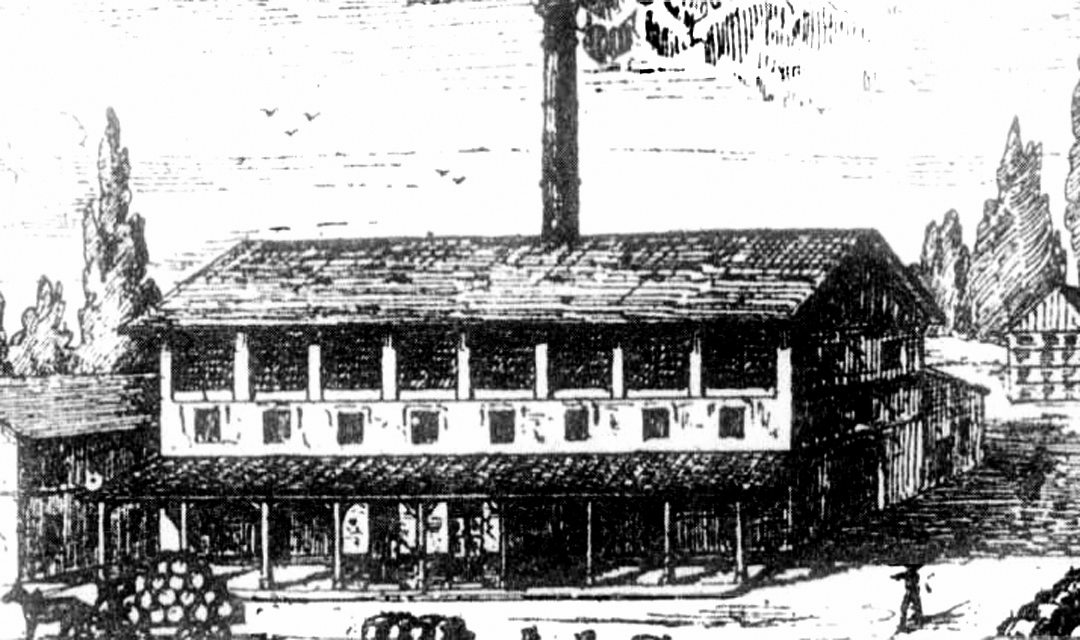
Usine Mathieu en 1870

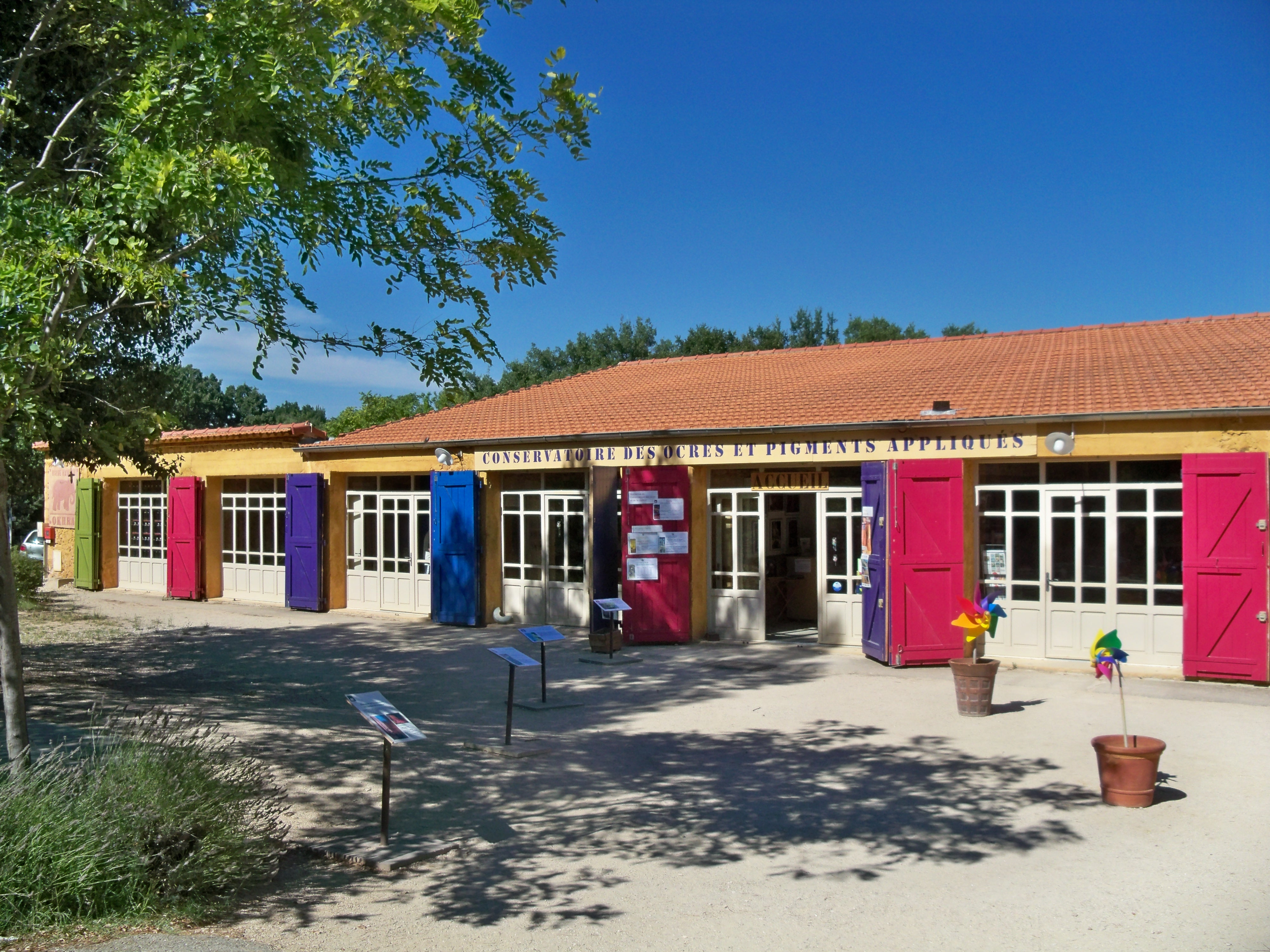
Façade de l'ancienne usine Mathieu en 2010

Il s'est installé dans les locaux de l'ancienne usine d'ocre Mathieu, entreprise qui fut dirigée, pendant plus de trois décennies, par Camille Mathieu, maire de Roussillon. Elle est devenue un conservatoire, à statut coopératif, qui s'est fixé comme objectif de mieux faire connaître la fabrication de l'ocre, sa géologie et le patrimoine ocrier du pays d'Apt. Il propose aussi des stages et des ateliers sur la couleur.
Occupant les cinq hectares de l'ancienne usine, le conservatoire a remis en valeur le site de lavage des ocres et rénové les 2 000 m² des anciens moulins à ocre. Il est ouvert en permanence aux amateurs comme aux professionnels.

## Histoire d'une continuité

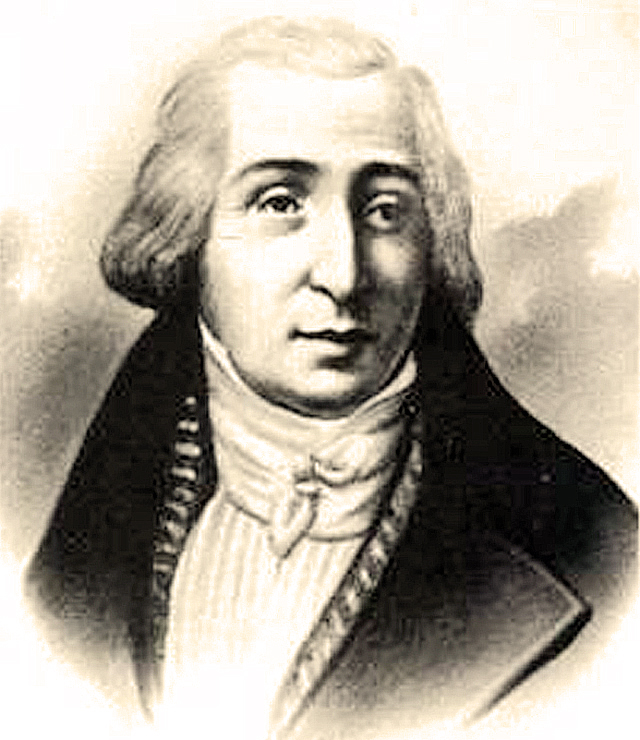
Jean-Étienne Astier

L'exploitation de l'ocre à Roussillon doit tout à Jean-Étienne Astier qui, entre 1780 et 1785, étudia les propriétés des sables jaunes et rouges qui dominaient sur ses terres. En 1790, il reçut l'aval du nouveau conseil municipal pour utiliser le moulin à huile du village. Cette période révolutionnaire, n'empêcha pas ses affaires de fructifier. En 1810, il fait fonctionner deux usines à proximité du village et une fabrique dans Roussillon même. Ce qui provoque la colère des habitants à cause des nuisances : « le Sieur Astier, fabricant d'ocre à Roussillon, encombre la voie publique avec le sable qu'il dépose à la rue près de l'Hospice, pollue l'atmosphère, jette le marc de sable près de la maison de M. Teissier, ce qui provoque au moindre souffle de vent une poussière qui envahit tout le quartier, à l'intérieur des maisons, des citernes, et porte préjudice aux habitants ».
Mais son exemple fut suivi. Au cours du XIXe siècle, dans le pays d’Apt plus de cent carrières furent ouvertes et dont l'ocre était traitée dans vingt-cinq usines. Cette activité périclita vers le milieu du XXe siècle, quand les grands trustes de la chimie mirent sur le marché des colorants artificiels. Une reprise de cette activité traditionnelle a permis, dès les années 1990 de trouver une nouvelle clientèle pour ce produit naturel et à Roussillon de remettre à l'honneur son patrimoine ocrier.

## SCIC Ôkhra

Logo de l'Ôkhra

Depuis 1994, la mise en valeur de l'usine Mathieu et le développement du Conservatoire est à la charge de la société coopérative d'intérêt collectif Ôkhra, constituée entre la commune de Roussillon et les initiateurs du projet représentés par Mathieu Barrois. Après un appel à candidature, en 1995, l'association Ôkhra a été sélectionnée. Elle a signé avec la commune un contrat d'affermage pour une période de 12 ans. À l'issue de celui-ci, une nouvelle mise en concurrence a abouti à la reconduction de la SCIC jusqu'en 2022. La coopérative s'est fixé comme objectif « de contribuer à la sauvegarde, à la promotion des savoir et des savoir-faire liés à la production de l'ocre et à la mise en œuvre des matières colorantes dans différents domaines : bâtiment, peinture, papier, art et métiers d'art ». 

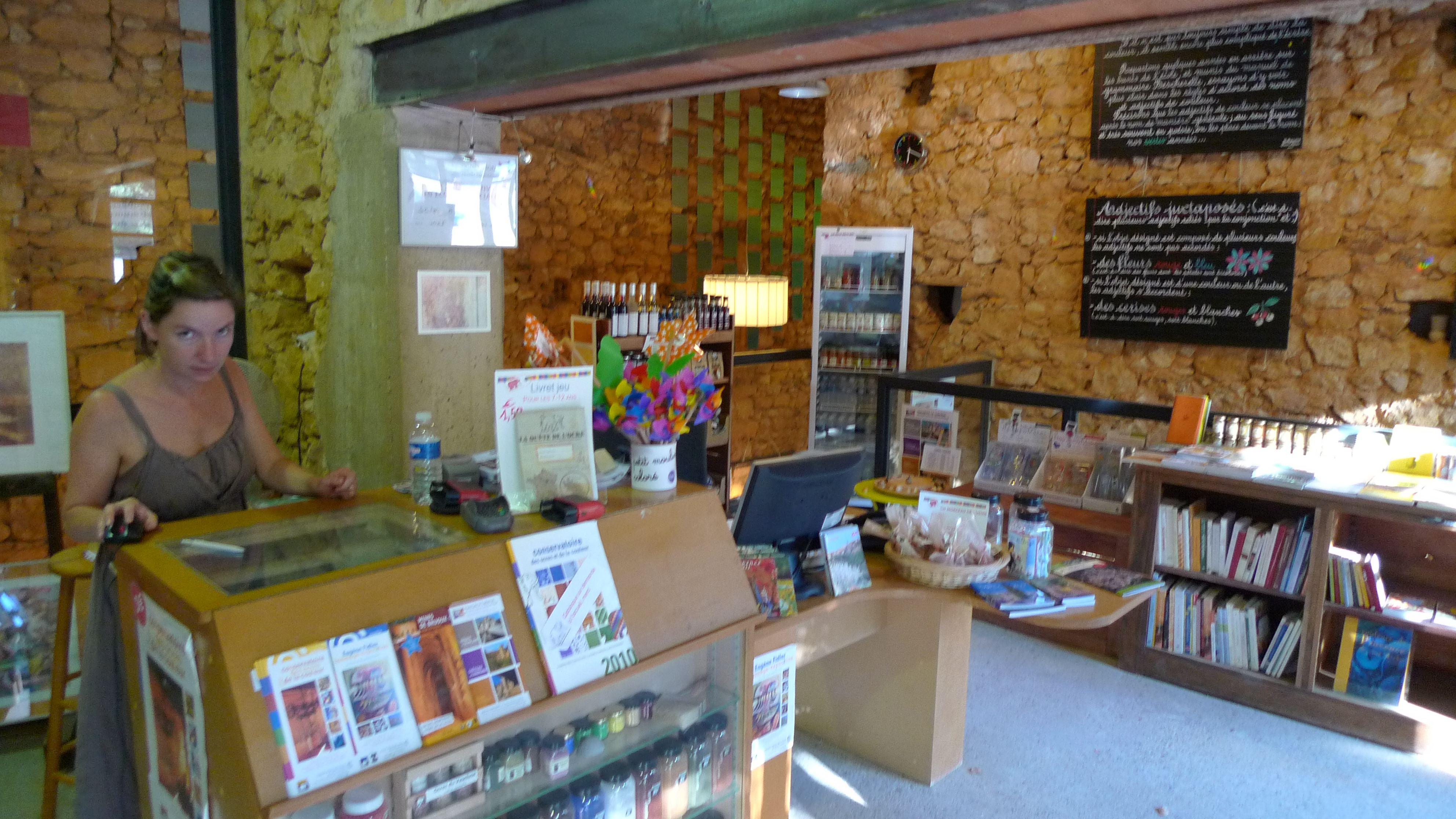
Réception du conservatoire
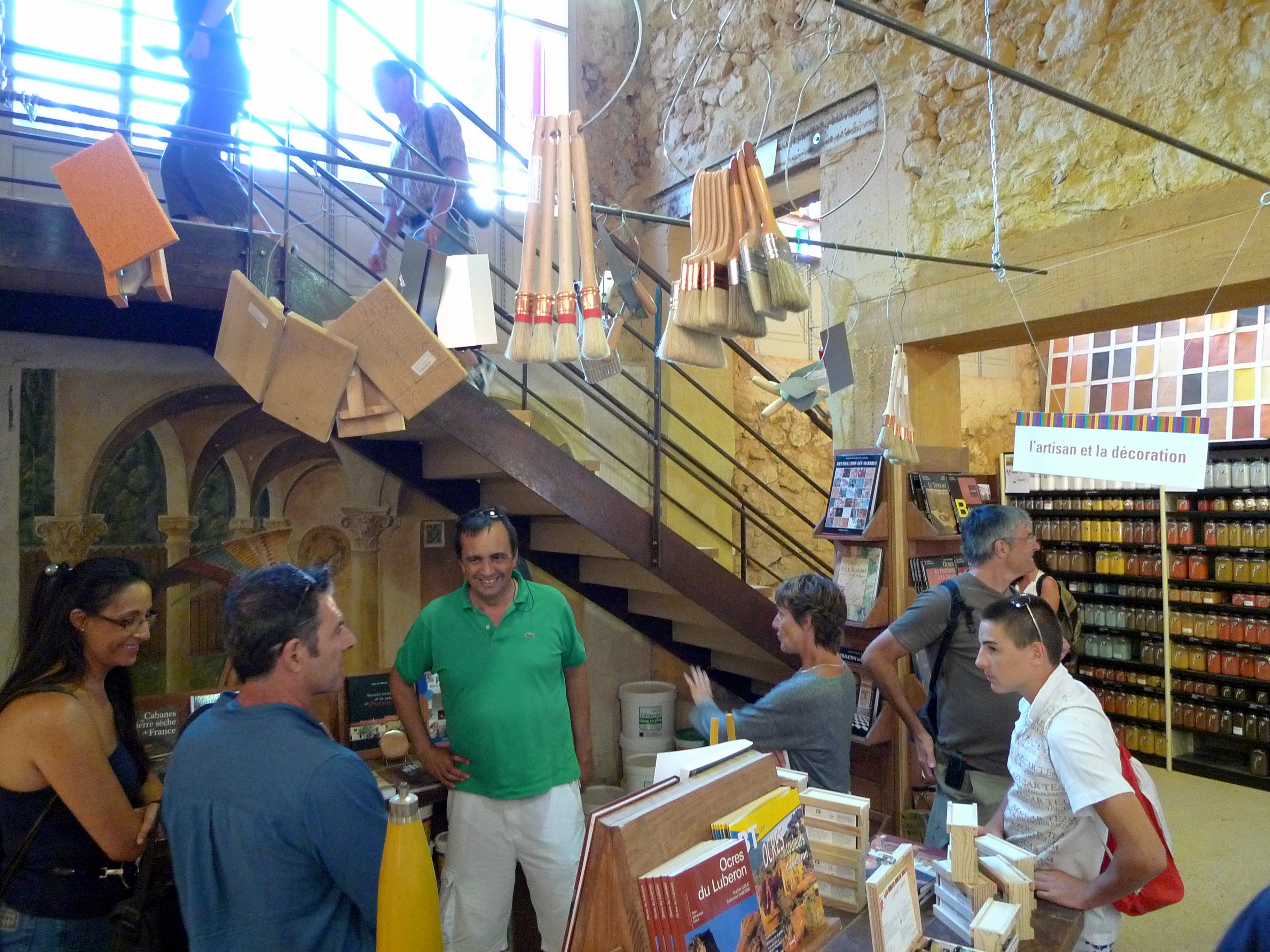
Accueil des visiteurs
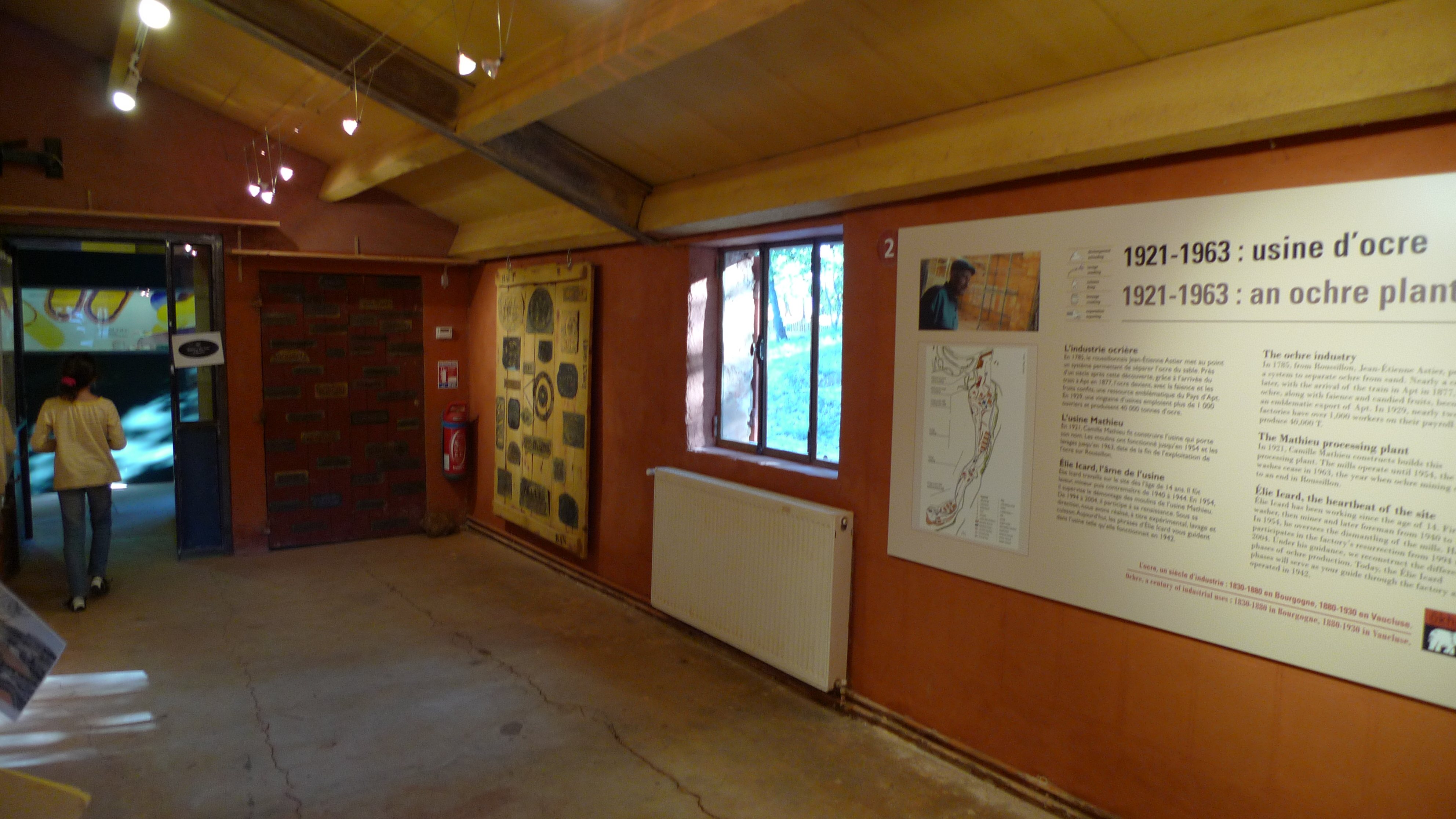
Panneaux explicatifs

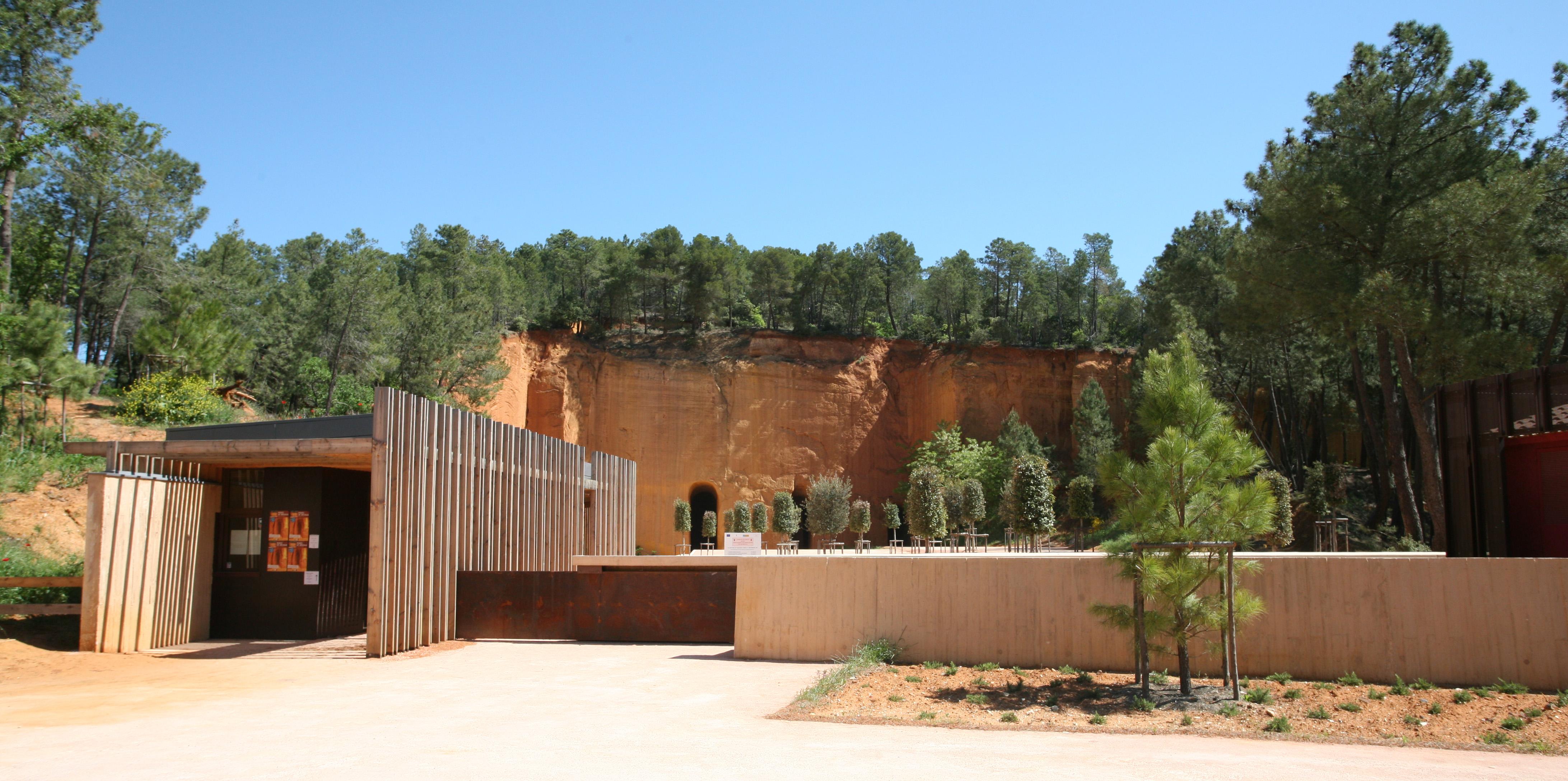
Les mines de Bruoux

Elle a la gestion de l'usine Mathieu en délégation de service public depuis 1998 et, dans le même cadre juridique, a créé en commun avec la Société des Ocres de France, depuis avril 2009, une filiale Arcano, pour l'exploitation des mines d'ocre de Bruoux.
Ôkhra, entreprise à vocation culturelle, ne redistribue pas ses bénéfices à ses membres mais les réinvestit pour sa bibliothèque, sa mathériauthèque, l'acquisition et restauration de machines, des expositions culturelles et des colloques.
Le fonctionnement du Conservatoire est assuré, depuis 1998, par une équipe de 7 à 12 personnes selon la saison. Tout au cours de l'année, la présence de stagiaires génère plus de 4 000 repas et 2 000 nuitées dont les retombées se font sur la commune et aux alentours.
Aux côtés de la commune de Roussillon, le Parc naturel régional du Luberon et Mathieu Barrois, membres fondateurs, de nombreuses entreprises sont membres bienfaiteurs de l'association depuis ses débuts. Le Centre français de la couleur, le Comité français de la couleur, l'EREC, contribuent à son action. Un soutien technique et financier est apporté par l'Europe (Liaison entre actions de développement de l'économie rurale), la Délégation interministérielle à l'aménagement du territoire et à l'attractivité régionale, la DRAC Provence-Alpes-Côte d'Azur, le Conseil régional Provence-Alpes-Côte d'Azur, le Conseil général de Vaucluse.

## Réalisations
Dans le cadre de ses activités, dès 1995-1996, le conservatoire a été à l'initiative d'une étude ethnographique sur le terrain, réalisée par Francine Simonin et financée par la Direction régionale des Affaires culturelles, publiée en 2000 et intitulée L'ocre... de la belle marchandise, tandis que la remise en état de l'usine Mathieu s'effectuait entre 1995 et 1999. À partir de 1996, le conservatoire fut partie prenante de Science en fête pour faciliter la transmission des savoir-faire. La remise ponctuelle du fonctionnement de l'usine a eu lieu, en 1996 avec la programmation d'une première calcination, expérience renouvelée en 1999. De plus, grâce à l'action de bénévoles, les trois moulins à ocre de l'ancienne usine Lamy d'Apt ont pu être récupérés et remontés dans les locaux du conservatoire entre 1995 et 1998.

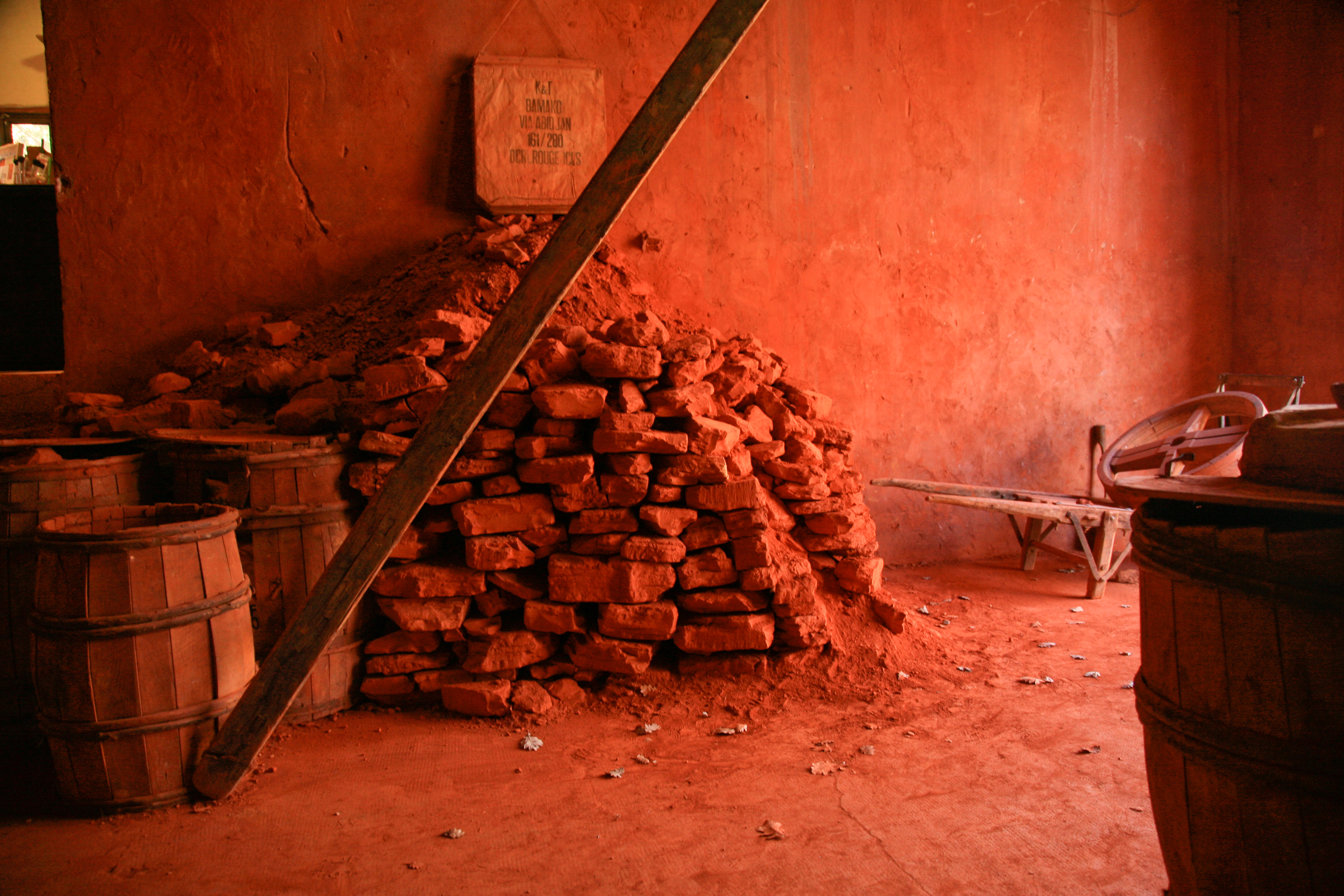
Entrepôt de stockage de l'ocre au Conservatoire
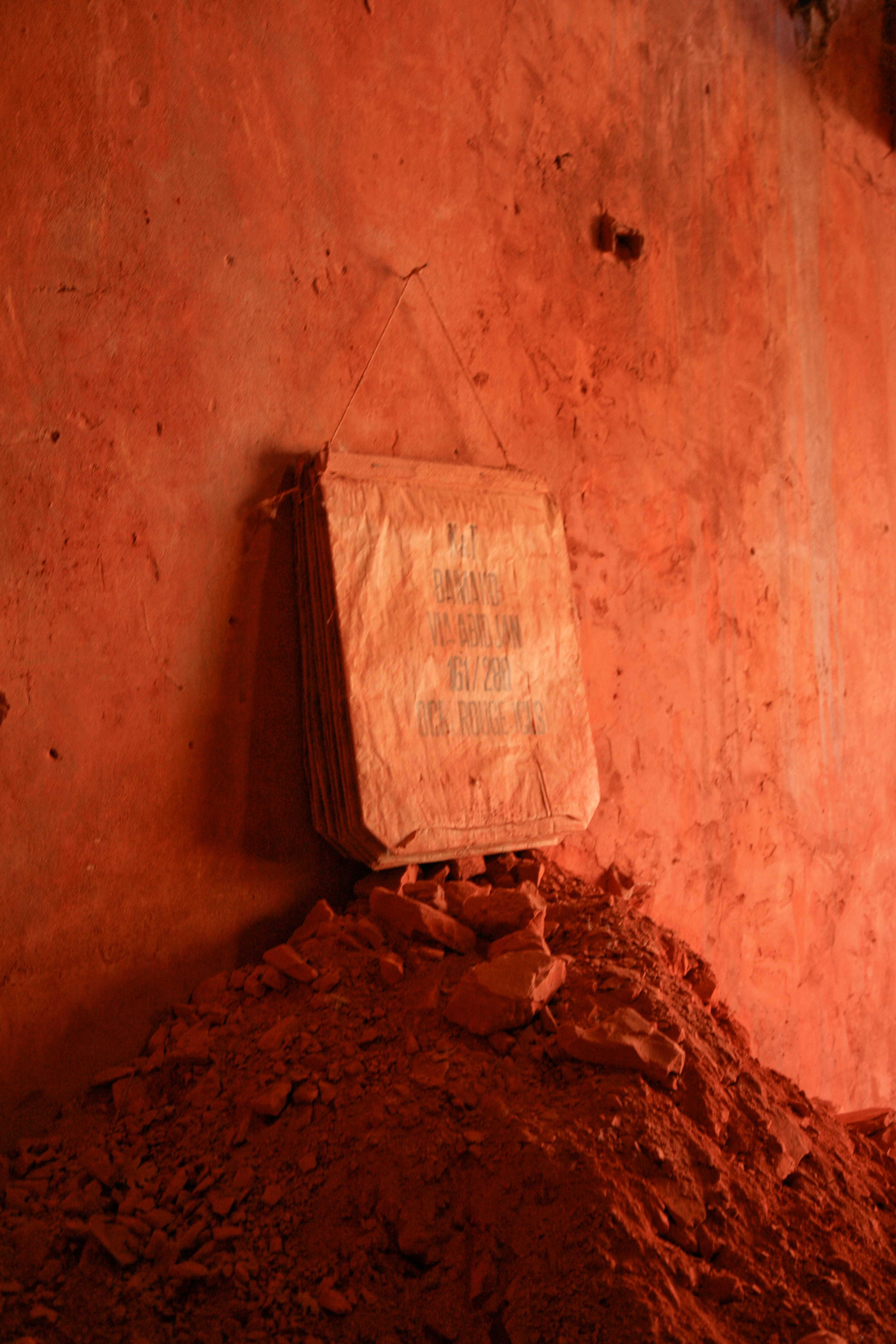
Détail sur un sac d'expédition pour Abdijan
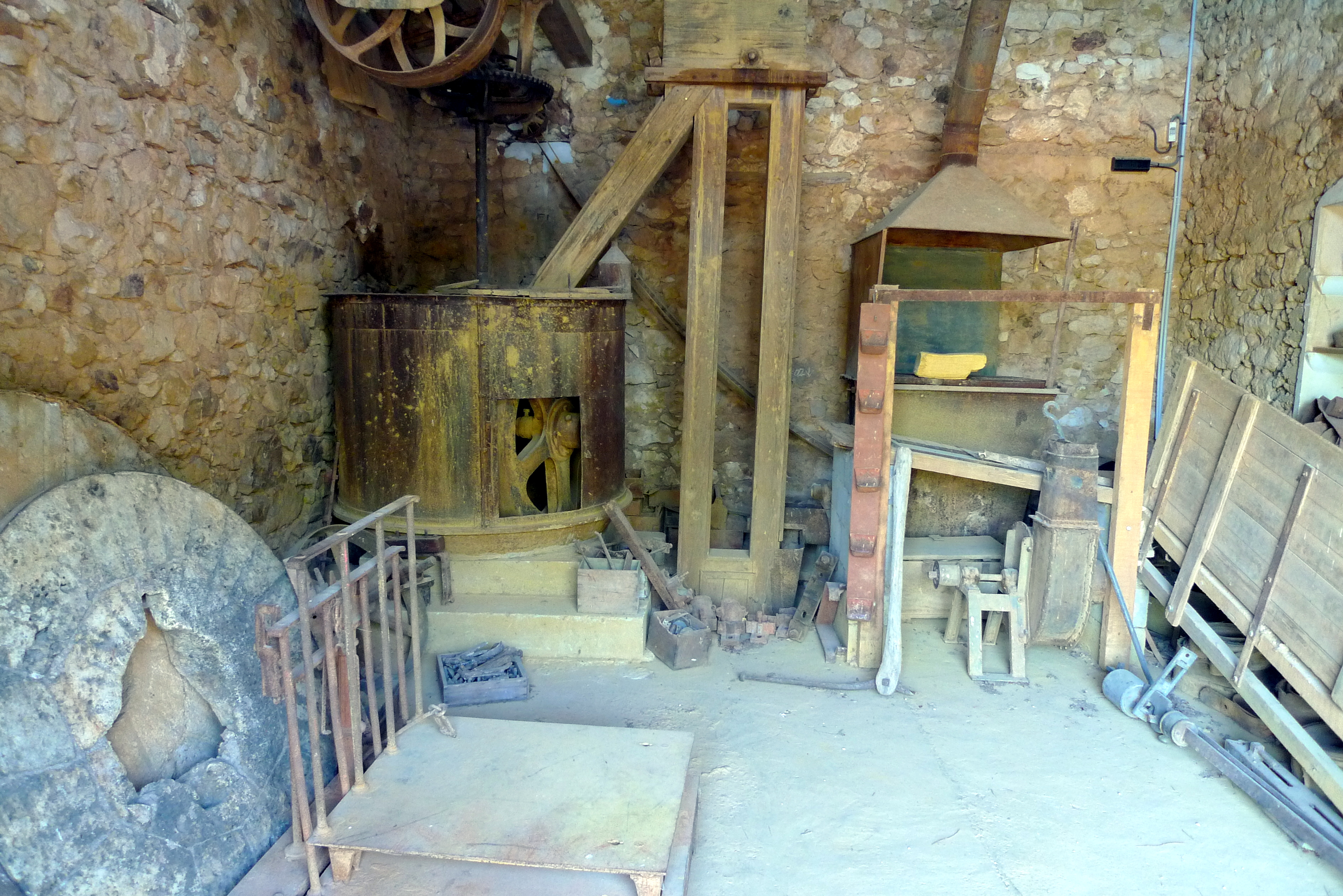
Préservation de l'outillage ancien de l'usine
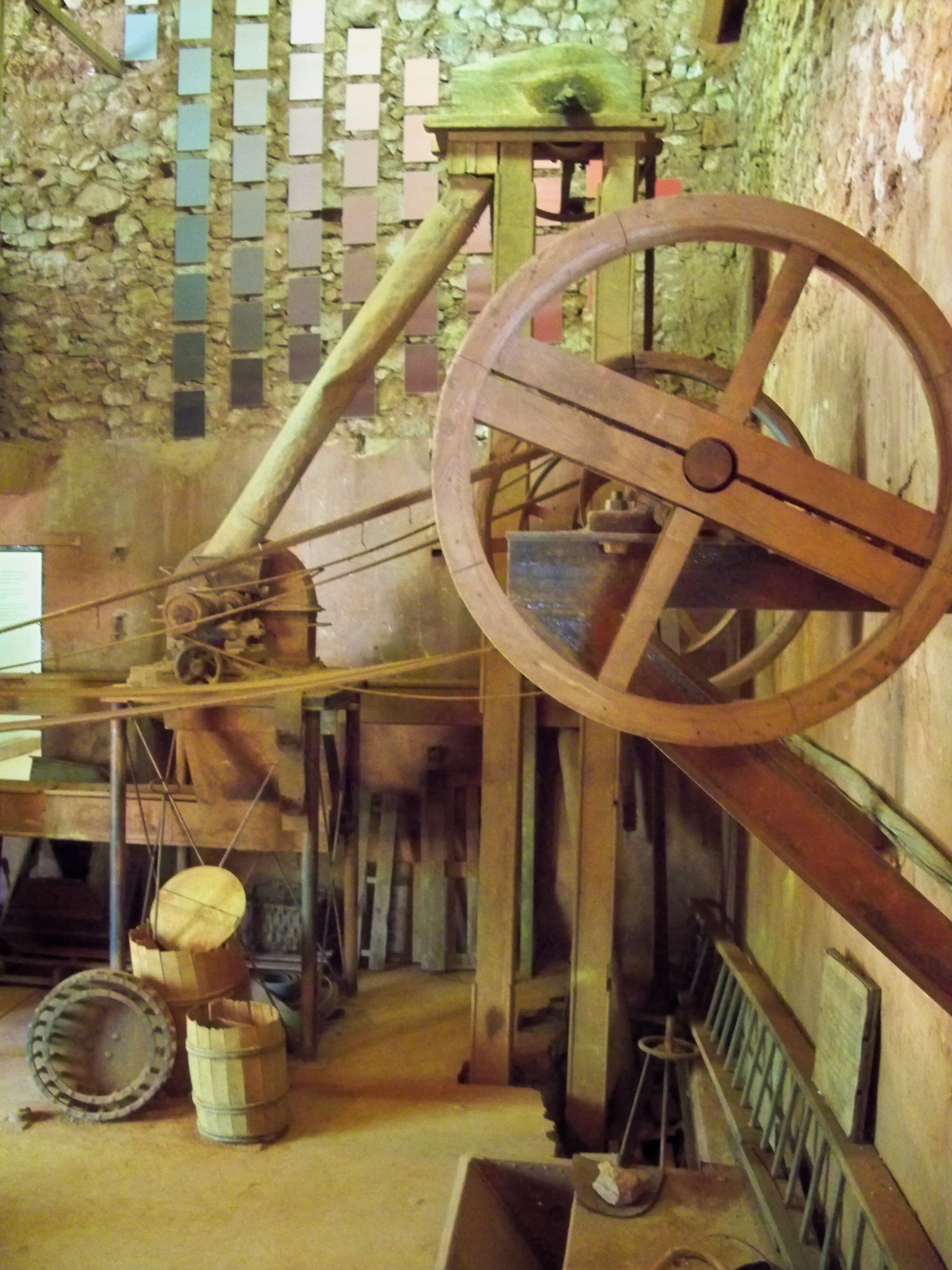
Ancien système de broyages de l'ocre
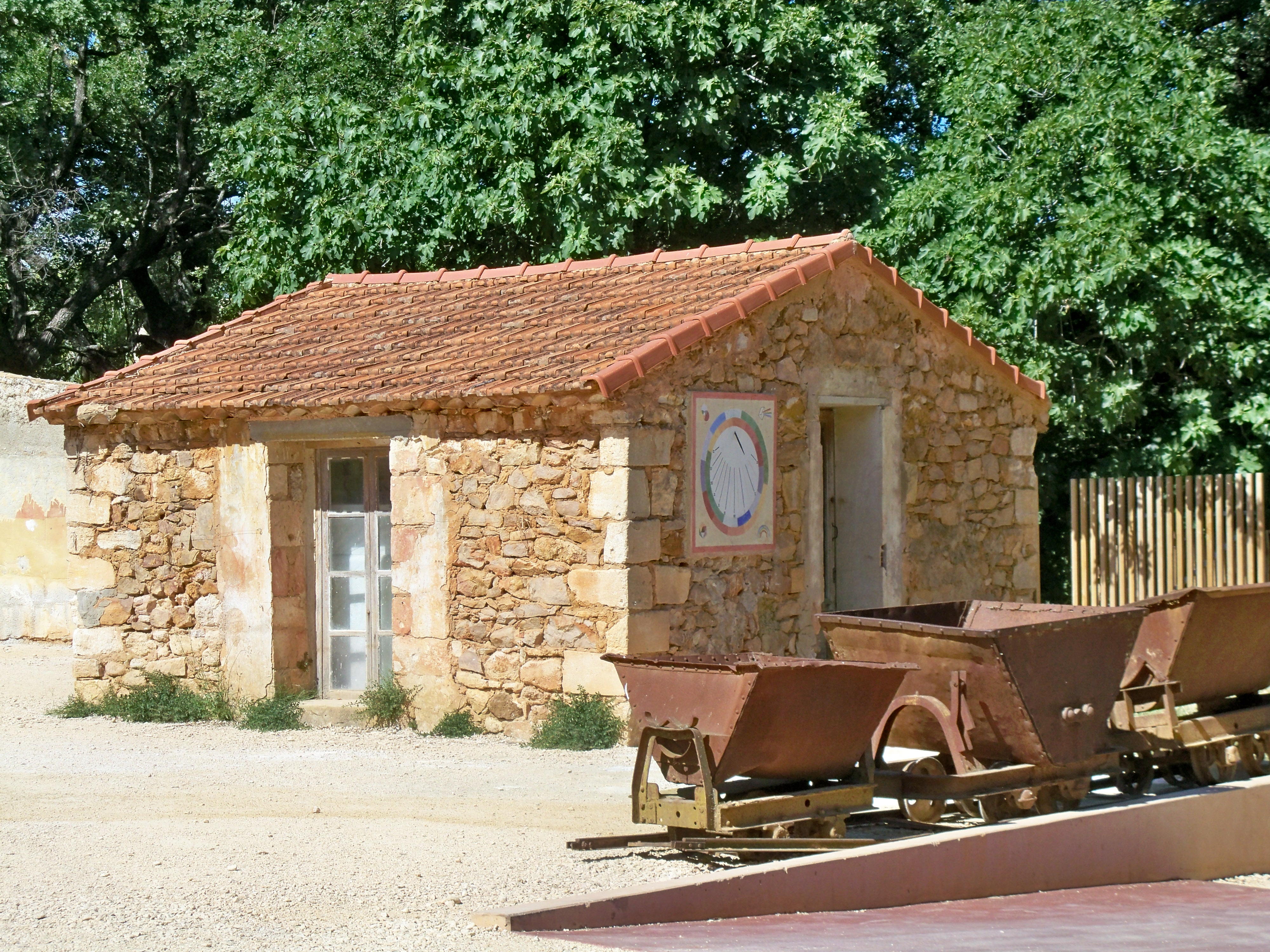
Wagonnets ayant servi au transport des ocres

Le Conservatoire, ses bâtiments et son site accueillent des interventions artistiques directement inspirées par le lieu. Ainsi ont été programmés une anamorphose éphémère de Jean-Pierre Brazs, en 1997, un spectacle de Dominique Boivin pour le Vélo Théâtre, en 1998, une installation d'Helga Brenner sur l'ocre et son travail, en 1999, L'enclos de Jean-Pierre Brazs, en 2000, une série de sculptures en cuivre et laiton Constellation du taureau, en 2004, le labyrinthe de Francisco Sobrino, en 2006.

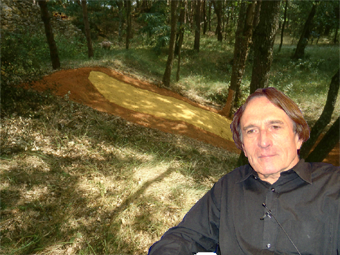
Jean-Pierre Brazs
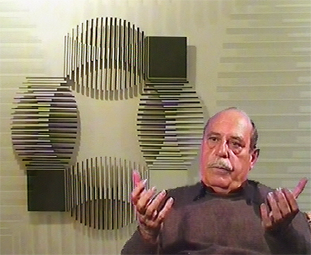
Francisco Sobrino

Tout au cours de l'année, le conservatoire tient à la disposition de ses visiteurs et de ses stagiaires une bibliothèque, une matériauthèque, une vidéothèque et archithèque. Ce qui lui a permis de rassembler dans un même lieu « ouvrages, articles, pigments, liants et charges, échantillons, œuvres d'artisans et d'artistes, documentation et technique scientifique, archives CD-Rom et vidéo ».

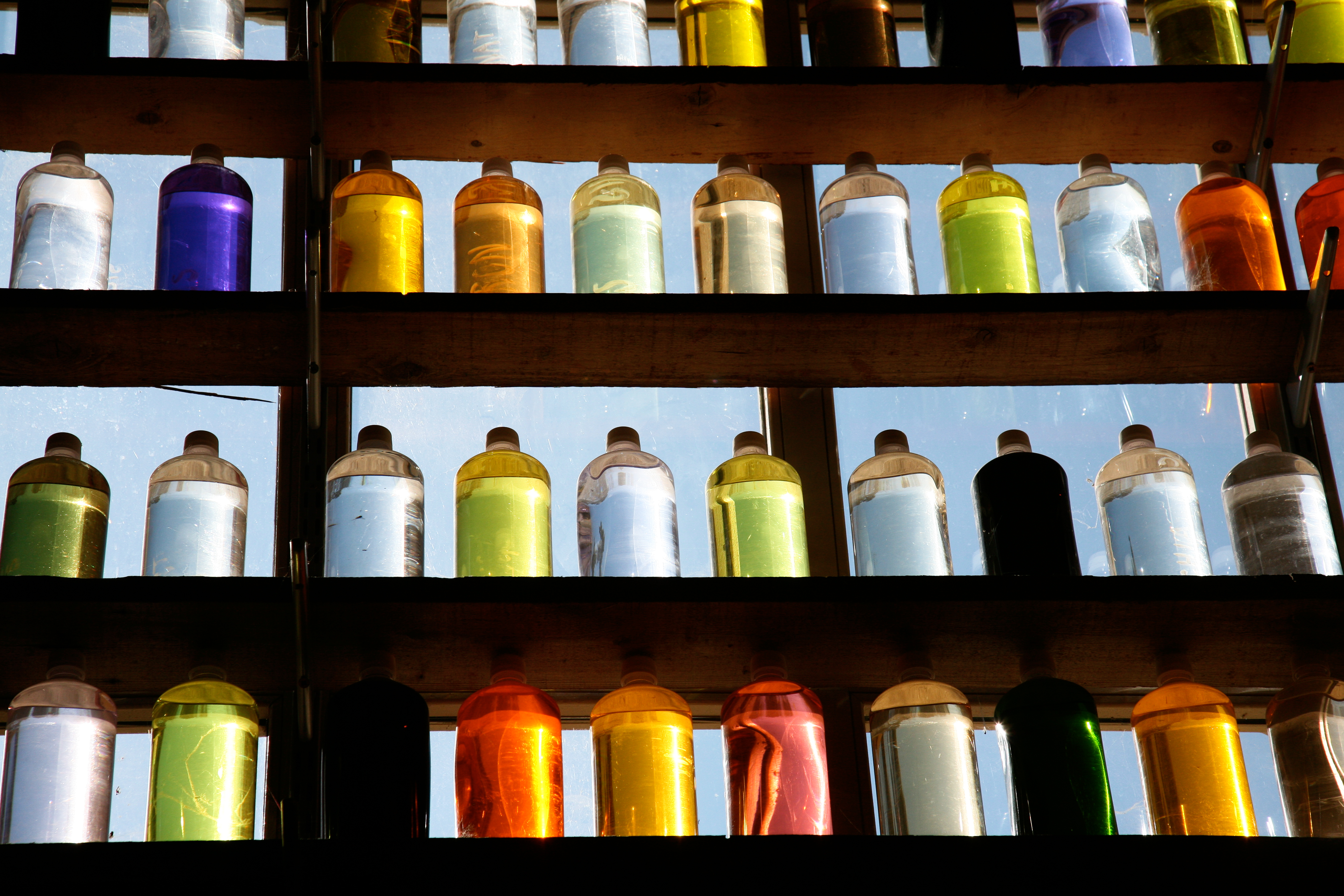
Échantillonnage des différentes couleurs d'ocre
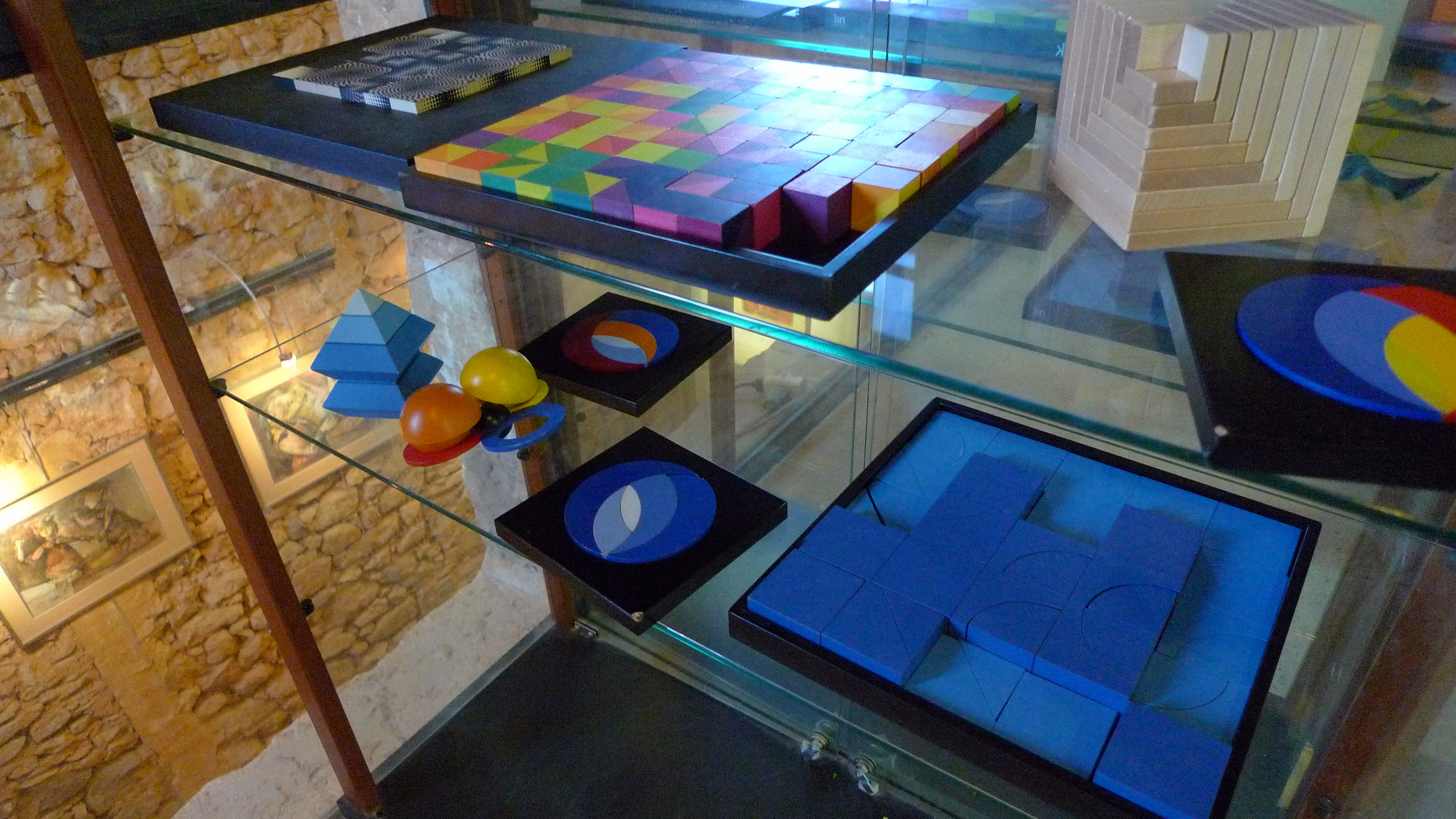
Conservatoire des formes et des couleurs
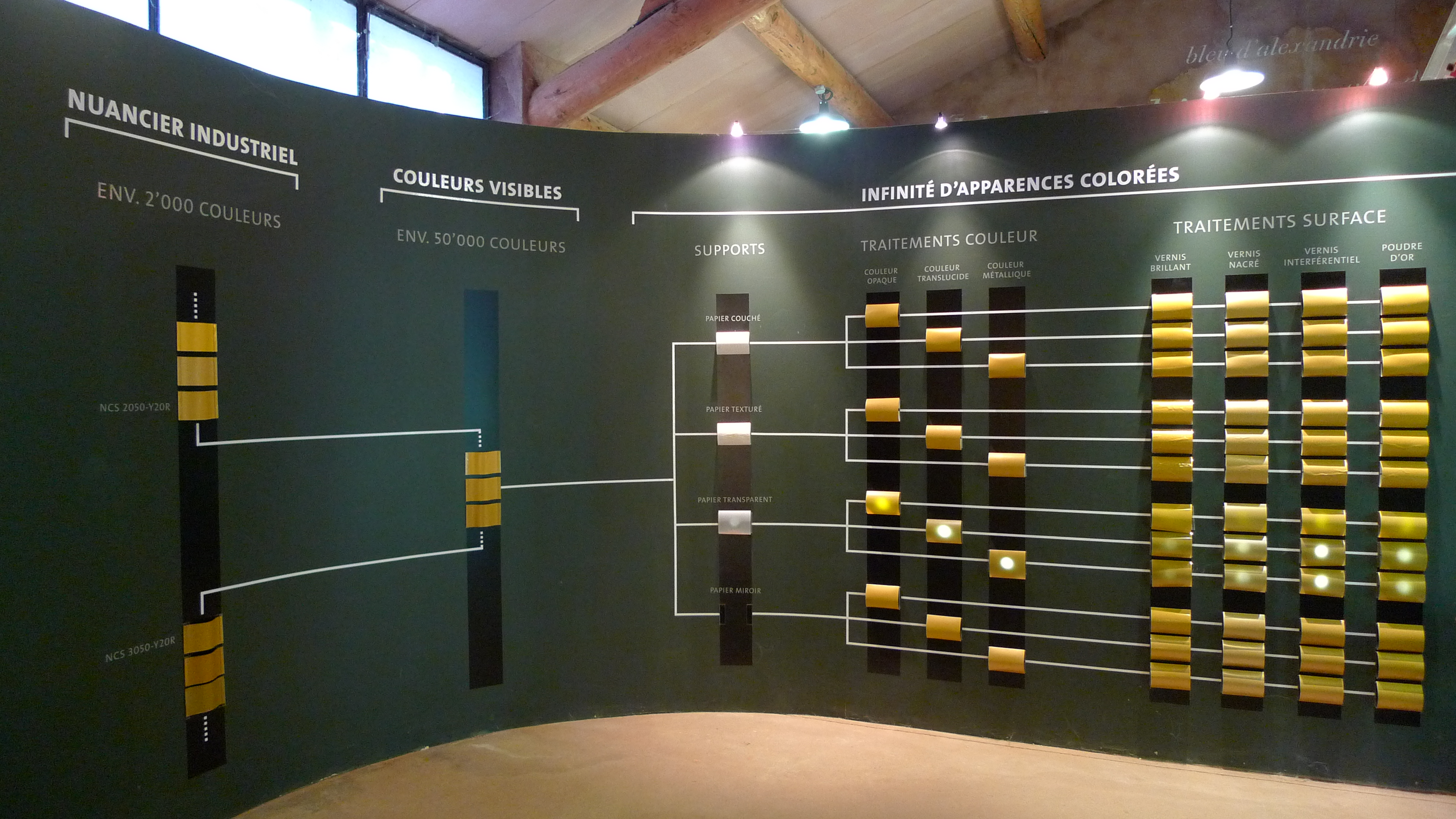
Nuancier industriel et infinité des apparences colorées
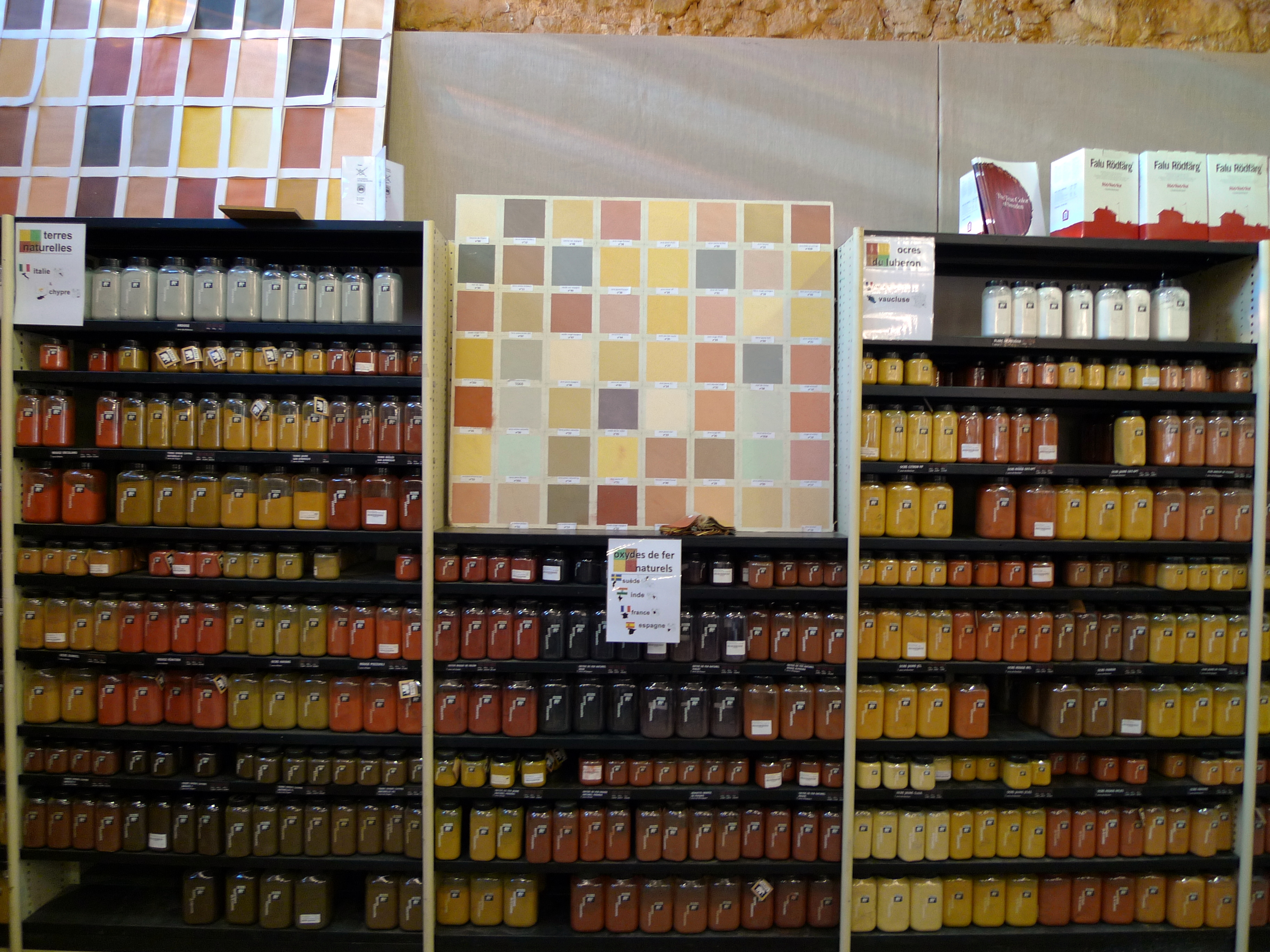
Collection des différents types d'ocres